# Banco Internacional de Funchal
Banco Internacional do Funchal, SA fue un banco privado portugués, con presencia en los cinco continentes. Fue fundado en 1988, dando origen al grupo BANIF Grupo Financeiro.

## Historia
Banif fue fundada por Horácio Roque el 15 de enero de 1988 en recoger el testimonio del extinto Caixa Económica do Funchal. En 1995, abrió oficinas en Caracas y Sudáfrica; en 1996 en São Paulo y 2008 en San Ġiljan, Malta.

## Subsidiarias

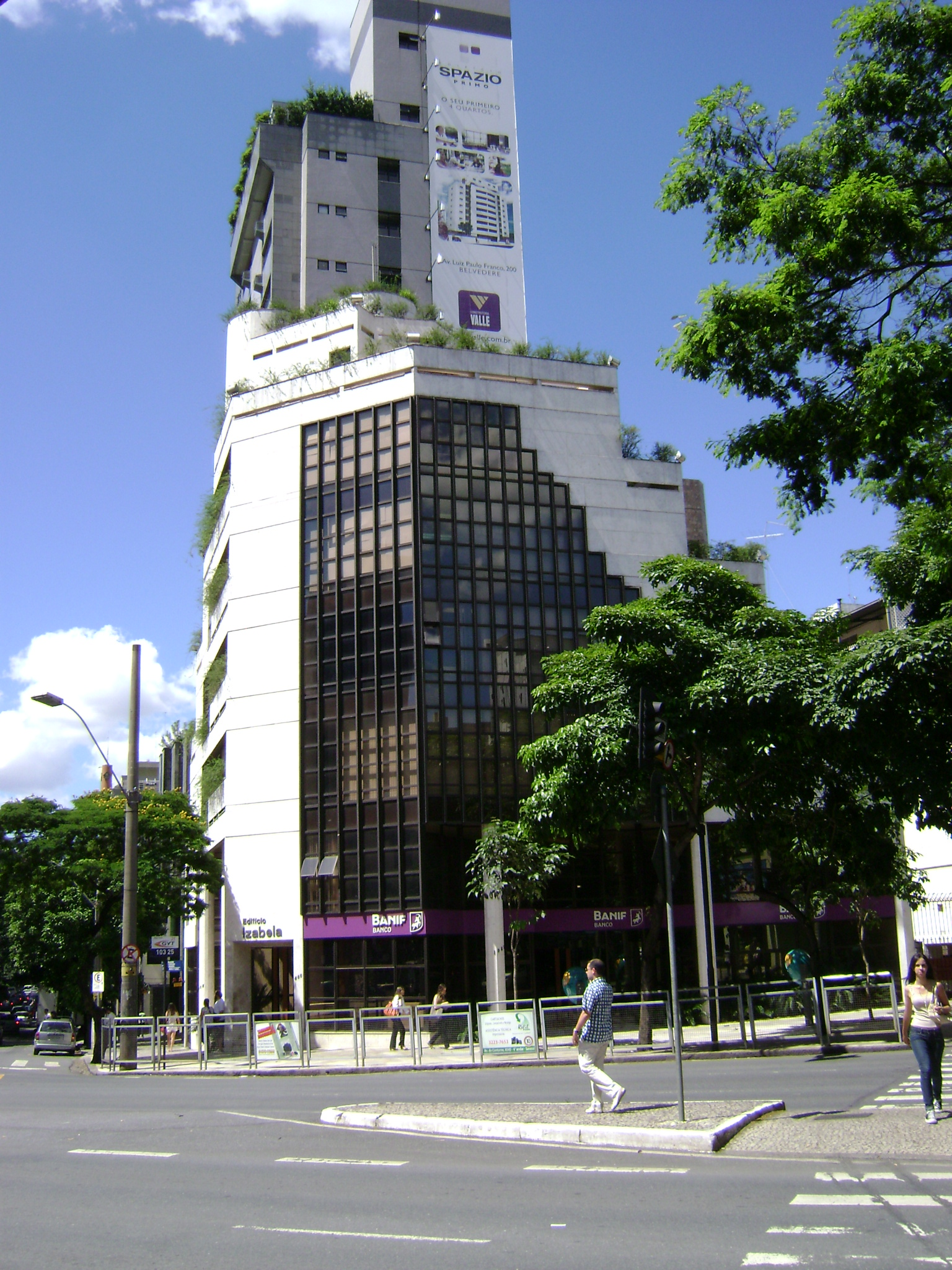
Banif in Belo Horizonte.

Banif está integrada por una serie de bancos subsidiarios que son:
- SGM – Sociedade Gestora de Fundos de Pensões Mundial, S.A. (1989)
- Ascor Dealer – Sociedade Financeira de Corretagem, S.A. (1989)
- Mundileasing – Sociedade de Locação Financeira, S.A. (1990)
- Mundicre – Sociedade Financeira para Aquisições a Crédito, S.A. (1991)
- Banifundos – Sociedade Gestora de Fundos de Investimento Mobiliário, S.A. (1991)
- Invesfeiras – Investimentos Imobiliários, S.A. (1991)
- Banif – Investimentos – S.G.P.S., S.A. (1992)
- Banifólio – Sociedade Gestora de Patrimónios, S.A. (1992)
- Banif – Banco Internacional de Funchal (Cayman), Ltd. (1993)
- Açoreana Seguros (1996)
- Banco Comercial dos Açores (1996)
- BanifServ Agrupamento Complementar de Empresas de Serviços, Sistemas e Tecnologias de Informação (1997)
- Banif – Banco de Investimento, S.A. (2000)
- Banif Financial Services, Inc. (2001)
- Banif Mortgage Company (2002)